# Eremiaphila dagi
Eremiaphila dagi är en bönsyrseart som beskrevs av Miktat Doganlar 2007. Eremiaphila dagi ingår i släktet Eremiaphila och familjen Eremiaphilidae. Inga underarter finns listade i Catalogue of Life.